# God of War

Logo ufficiale della serie

God of War è una serie di videogiochi action-adventure sviluppati da Santa Monica Studio e pubblicati da Sony Interactive Entertainment a partire dal 2005.
Al 2024 la serie conta cinque capitoli principali (God of War, God of War II, God of War III, God of War e God of War Ragnarök) e quattro prequel (God of War: Ascension, God of War: Betrayal, God of War: Chains of Olympus, e God of War: Ghost of Sparta).
La storia, che ha come protagonista il dio Kratos, pone le sue fondamenta inizialmente sulla mitologia greca e poi su quella norrena.

## Ambientazione
La serie di God of War è ambientata sulla Terra nei tempi antichi ed è abitata da divinità e creature mitologiche. Ogni regione del mondo è governata dagli Dei locali come sovrani e in tale zona vivono personaggi e creature della suddetta mitologia.
Fino a God of War III la serie è ambientata nell'Antica Grecia dove a governarla sono gli Dei Olimpici guidati da Zeus. La Grecia è composta da tre piani astrali: l'Ade, dove si recano le anime dei morti; la terra, dove vivono i viventi; il Monte Olimpo dove vivono le divinità. Alla fine di God of War III la Grecia è completamente devastata dalle azioni di Kratos che ha sterminato tutti gli Dei Olimpici facendo precipitare nel caos la sua terra.
Da God of War (2018) la serie è ambientata in Scandinavia (chiamata anche Midgard) dove a governarla sono gli Dei Norreni chiamati Aesir e guidati da Odino. Midgard è uno dei nove regni che si possono raggiungere tramite il tempio di Týr utilizzando il Bifrost; gli altri Asgard, Alfheim, Jotunheim, Helheim, Muspelheim, Niflheim, Vanaheim e Svartalfheim.

## Videogiochi

### Capitoli principali

#### God of War I
Sono ormai dieci anni che Kratos combatte per gli Dei dell'Olimpo, sperando che un giorno lo perdonino e lo liberino dagli incubi che da tempo lo tormentano. Atena decide di dargli un'ultima missione: uccidere Ares, in modo da farlo diventare il nuovo Dio della Guerra.
Il videogioco è disponibile per Playstation 2 dal 2005, e nel 2010 è uscita una versione remastered per Playstation 3.

#### God of War II
Kratos, diventato il nuovo Dio della Guerra, guida le truppe spartane a Rodi per conquistarla. Qui viene tradito da Zeus, che lo uccide. Riportato in vita dal Titano Gaia, Kratos trova le Parche che lo riportano indietro nel tempo, in modo da poter impedire il tradimento di Zeus.
Il videogioco è disponibile per Playstation 2 dal 2007, e nel 2010 è uscita una versione remastered per Playstation 3.

#### God of War III
Kratos, insieme a Gaia e agli altri Titani, inizia la scalata contro l'Olimpo deciso a sterminare tutti gli Dei che per anni lo hanno usato per i loro scopi. Alla fine Kratos uccide tutti gli Dei e i Titani, che si sono ribellati a lui, facendo sprofondare la Grecia nel caos più totale.
Il gioco è disponibile per PlayStation 3 dal 2010, e nel 2015 in versione remastered edition per PlayStation 4 e PlayStation 5.

#### God of War(2018)
Molti anni dopo la distruzione dell'Olimpo, Kratos lascia la Grecia e si reca in Scandinavia per iniziare una nuova vita. Qui conosce una donna dalla quale ha un figlio di nome Atreus. Dopo la morte della madre, Kratos cerca di insegnare al figlio come sopravvivere, ma per un equivoco vengono presi di mira dagli Dei Norreni, che scambiano Kratos per qualcun altro.
Il gioco è disponibile in esclusiva console per PlayStation 4, ricevendo il titolo di Game Of The Year 2018. Dal 2020 è uscita la versione per Playstation 5, mentre il 20 ottobre 2021 è stata annunciata la versione per PC ed è stata pubblicata il 14 gennaio 2022.

#### God of War Ragnarök
In questo capitolo, Kratos e Atreus dovranno affrontare le conseguenze degli eventi del precedente capitolo, ovvero l'ecatombe degli Dei Norreni, il Ragnarök. Il videogioco è stato annunciato il 16 Settembre 2020 con un piccolo teaser che indicava come anno di uscita il 2021 sulle console PS5. Dopo diversi rinvii in data 6 luglio 2022 Santa Monica Studio annuncia con un video che il gioco verrà pubblicato il 9 novembre dello stesso anno per PlayStation 4 e PlayStation 5. Un DLC annunciato l'8 dicembre 2023 e intitolato God of War Ragnarök: Valhalla è stato pubblicato il 12 dicembre 2023.

### Prequel

#### God of War: Betrayal
Kratos, ormai diventato un Dio della Guerra potente e conosciuto, viene temuto persino dagli altri Dei, che cercano di ucciderlo usando sicari. Cronologicamente è ambientato dopo God of War: Ghost of Sparta e prima di God of War II.
Il gioco è disponibile in esclusiva per il telefono cellulare.

#### God of War: Chains of Olympus
Kratos, per espiare i suoi peccati compiuti quando era al servizio di Ares, decide di mettersi al servizio degli Dei dell'Olimpo affinché essi lo perdonino dalle sue atrocità commesse. Cronologicamente è ambientato dopo Ascension e prima di God of War (2005).
Il gioco è disponibile per Playstation Portable e PlayStation 3.

#### God of War: Ghost of Sparta
Kratos, nuovo Dio della Guerra, scopre che suo fratello Deimos è vivo e va alla sua ricerca. Cronologicamente è ambientato dopo God of War (2005) e prima di God of War: Betrayal.
Il gioco è disponibile per PlayStation Portable e PlayStation 3

#### God of War: Ascension
Kratos, dopo aver ucciso la sua famiglia sotto il controllo di Ares, è diventato il "Fantasma di Sparta". Qui, tradito Ares, viene catturato dalle Furie riuscendo poi a fuggire e a ucciderle. Cronologicamente è ambientato prima di God of War: Chains of Olympus, rendendolo di fatto un prequel dell'intera serie.
Il gioco è disponibile in esclusiva per PlayStation 3.

### Ordinefabula
La serie di God of War è suddivisa in due saghe tematiche: la prima si svolge nella mitologia greca, seguita da quella norrena.
- Mitologia greca

1. God of War: Ascension
2. God of War: Chains of Olympus
3. God of War
4. God of War: Ghost of Sparta
5. God of War: Betrayal
6. God of War II
7. God of War III

- Mitologia norrena

1. God of War
2. God of War Ragnarök
Valhalla (DLC epilogo)

## Accoglienza
| Testata                         | Versione                           | Giudizio |
| ------------------------------- | ---------------------------------- | -------- |
| OpenCritic (media al 18·8·2024) | God of War III Remastered          | 80/100   |
| OpenCritic (media al 18·8·2024) | God of War (2018)                  | 94/100   |
| OpenCritic (media al 18·8·2024) | God of War Ragnarök                | 93/100   |
| OpenCritic (media al 18·8·2024) | God of War Ragnarok: Valhalla(DLC) | 88/100   |

Combinando le copie fisiche e digitali, il franchise di God of War ha venduto a novembre 2020 oltre 51 milioni di giochi in tutto il mondo. God of War (2005), God of War II, Chains of Olympus, God of War Collection, God of War III, God of War (2018) e God of War: Ragnarok hanno ricevuto il plauso della critica da diversi recensori, come indicato dall'aggregatore di recensioni Metacritic. I titoli del 2005 e del 2018 sono i più alti a pari merito per punteggio, con 94/100. Betrayal e Ghost of Sparta ricevettero un'accoglienza generalmente favorevole, ma con valutazioni inferiori. Ascension, escludendo il porting per PlayStation Vita di God of War Collection, detiene il punteggio più basso della serie di Metacritic (80/100).
Al momento della sua uscita, Raymond Padilla di GameSpy ha affermato che l'originale God of War era il "miglior gioco d'azione mai apparso su PS2". Altri critici hanno affermato allo stesso modo che è stato uno dei migliori giochi d'azione di tutti i tempi; ha ricevuto oltre una dozzina di premi "Gioco dell'anno". Nel 2009, è stato nominato il settimo miglior gioco per PlayStation 2 di tutti i tempi nella lista "Top 25 PS2 Games of All Time" di IGN. God of War II è comparso nella stessa lista, ed è stato definito il secondo miglior gioco per PlayStation 2 di tutti i tempi. Allo stesso modo, God of War II è stato definito uno dei migliori giochi d'azione di tutti i tempi ed è considerato il canto del cigno dell'era PlayStation 2. Nel novembre 2012, Complex.com ha nominato God of War II il miglior gioco per PlayStation 2 di sempre, e God of War è stato ritenuto l'11° migliore, sopra il suo successore, God of War III. Betrayal è stato acclamato per la sua fedeltà alla serie in termini di gameplay, stile artistico e grafica.
Chains of Olympus è stato elogiato per la grafica "fantastica" e i controlli. Nel 2008, IGN ha assegnato al gioco il premio di "miglior gioco d'azione per PSP" e nel settembre 2010 è stato definito il miglior gioco per PSP da GamePro. God of War III ha ricevuto elogi per la sua grafica, in particolare quella di Kratos; all'epoca, IGN dichiarò che Kratos era "forse il singolo personaggio dall'aspetto più impressionante mai visto nei videogiochi". IGN ha anche affermato che God of War III aveva ridefinito "il significato della parola "scala" per quanto riguarda i videogiochi, poiché ti catapulta in scene con Titani che sono più grandi di interi livelli di altri giochi". God of War III ha ricevuto premi come "Gioco più atteso del 2010" e "Miglior gioco per PS3" rispettivamente agli Spike Video Game Awards 2009 e 2010. Il gioco ha anche vinto il premio "Miglior risultato artistico" ai BAFTA Awards 2011. Ghost of Sparta è stato elogiato per la grafica e la storia: Chris Pereira di 1UP ha affermato che si trattava di "una storia più personale rispetto ai [precedenti] giochi di GOW". Ha ricevuto diversi premi all'E3 2010, tra cui "Miglior gioco portatile", "Miglior gioco PSP" e "Gioco dello Show PSP", e ha vinto inoltre il premio "Miglior gioco portatile" agli Spike Video Game Awards 2010. God of War del 2018 ha ricevuto elogi particolari per la direzione artistica, la grafica, il sistema di combattimento, la musica, la storia, l'utilizzo della mitologia norrena, i personaggi e il carattere cinematografico. Molti hanno inoltre affermato che il gioco avesse rivitalizzato con successo la serie senza perdere l'identità principale dei suoi predecessori. Ha vinto diversi premi, tra cui "Gioco dell'Anno" e "Miglior direzione" ai The Game Awards 2018 e "Miglior Storytelling" e "Gioco dell'Anno PlayStation" ai Golden Joystick Awards 2018.
La serie ha però anche ricevuto critiche a causa di problemi con enigmi, armi e problemi tecnici. Chains of Olympus è stato criticato da G4, che ha affermato che il gioco "occasionalmente soffre di strappi dello schermo e cali di framerate" e che alcuni degli enigmi "sono esasperatamente difficili da risolvere". Il gioco è stato anche criticato per la sua mancanza di varietà nei nemici, il suo uso continuo di enigmi che richiedono ai giocatori di spostare le scatole e la sua storia relativamente breve. Anche God of War III ha ricevuto alcune critiche: Phil Hornshaw di GameFront ha affermato che aveva un protagonista eccessivamente crudele, e il gioco presumeva che i giocatori si divertissero nella miseria e nella violenza tanto quanto Kratos. IGN si ha criticato l'uso delle armi del gioco, affermando che "due delle tre armi aggiuntive che otterrai sono estremamente simili alle tue lame. Hanno poteri unici e mosse leggermente diverse, ma nel complesso sono più o meno le stesse." Ghost of Sparta ha ricevuto critiche da Eurogamer, che ha dichiarato che "il problema principale del gioco... è nel suo focus intrinseco" e che "c'è la sensazione che Ghost of Sparta sia un passo indietro per la serie se hai giocato [God of War III]." Alcuni recensori hanno affermato che la storia di Ascension non fosse così avvincente come i titoli precedenti, ritenendo le Furie antagonisti meno efficaci dei precedenti.